# Биллингер, Рихард

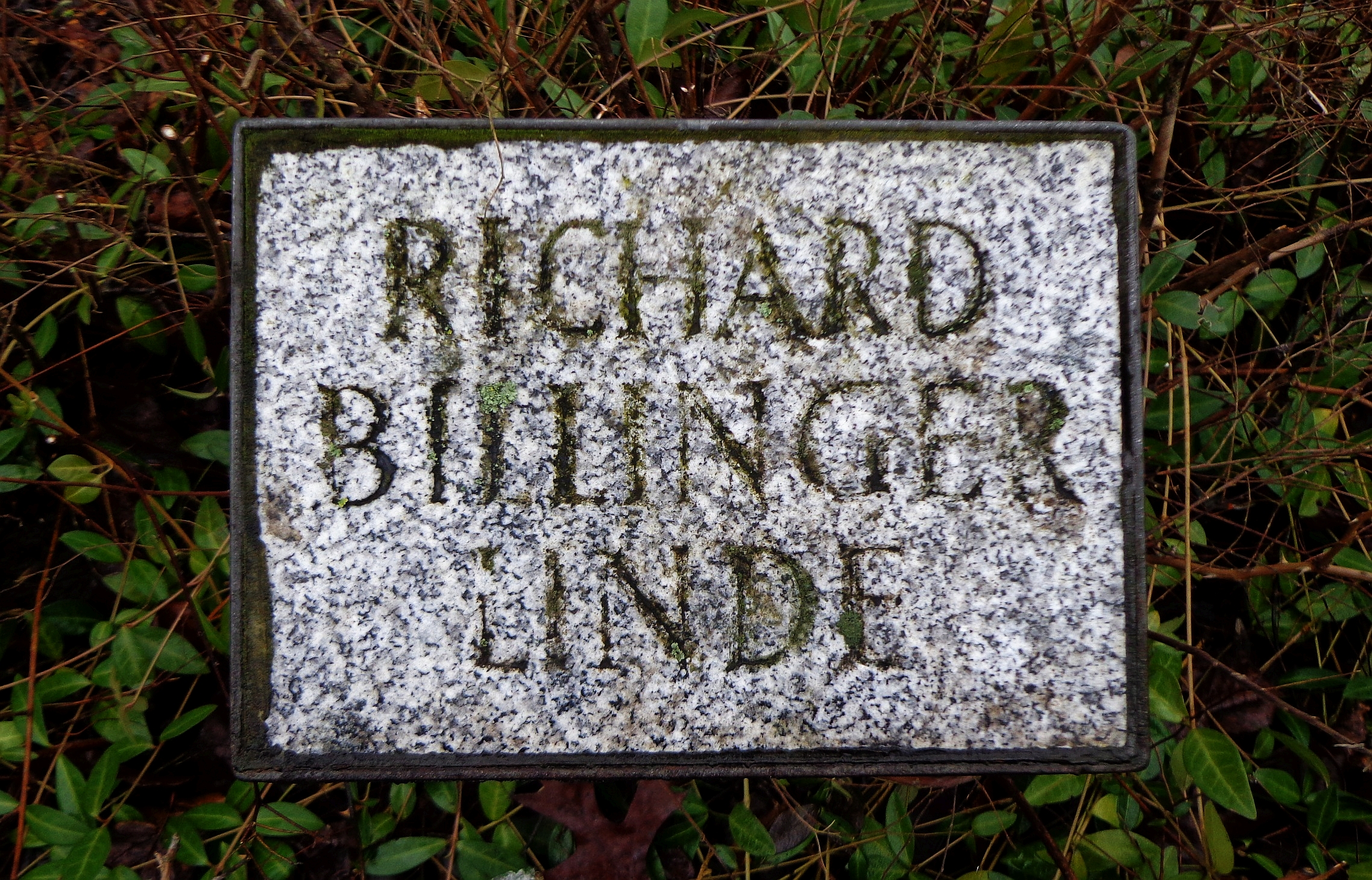
Липа Рихарда Биллингера, Санкт-Мариенкирхен

Рихард Биллингер (нем. Richard Billinger, * 20 июля 1890 г. Санкт-Мариенкирхен-Шердинг, Австро-Венгрия; † 7 июня 1965 г. Линц, Австрия) — австрийский писатель, лирик и драматург. Его творчество представляет собой постепенный переход от натурализма в литературе к изображению религиозно-мистических процессов и демонических сил природы.

## Жизнь и творчество
Родился в крестьянской семье, отец был землевладельцем, мать владела лавкой мелочной торговли. Воспитывался в школе иезуитов. Биллингер начал писать стихотворения и драмы ещё в школьные годы, изображая в них сельский быт. окружавший его детство. После окончания гимназии в Линце изучал философию и германистику в университетах Киля, Инсбрука и Вены, однако образования не завершил. Будучи высокого роста и крепкого телосложения, Биллингер сперва хотел стать боксёром или цирковым атлетом, но тяга заниматься литературным творчеством одержала верх. В 1922 году он в Вене знакомится с популярной австрийской танцовщицей Гретой Визенталь и читает ей свои стихотворения, и Грета знакомит его с классиком австрийской литературы Гуго фон Гофманншталем. Биллингер получает возможность читать свои стихотворения на литературных собраниях Гофманнсталя в его замке Родаун близ Вены. Среди поддерживающих молодого поэта влиятельных лиц оказывается и Vакс Мель. В 1923 году выходят в свет поэтические сборники Биллингера Хвала господу (Lob Gottes) и Над пашней (Über die Äcker). В 1924 году ему присуждается литературная премия города Вена.
В 1924 году Биллингер пишет несколько драматических произведений. Его драма Пьеса о кнехте 9Das Spiel vom Knecht) была поставлена в Венском доме концертов. В том же 1924 он создаёт драму Поездка к истокам (Reise nach Ursprung), давшую первичное зерно для многих его последующих произведений. В 1928 году на открытии театрального фестиваля в Зальцбурге он представляет одно из самых своих известных работ, мистическую пьесу Das Perchtenspiel, в которой, среди прочего, изобразил и себя самого. В ней также играла знакомая Биллингеру танцовщица и актриса Грета Визенталь. Пьеса получила высокую оценку драматурга Карла Цикмайера.
В своих произведениях Биллингер много места уделяет обычаям и жизни в сельской местности своей родины, австрийской части долины реки Инн, прилегающей к границе с Баварией. В своей новой драме Разбойничья ночь (Rauhnacht) он конкретизирует недобрые, демонические образы, которые в его Das Perchtenspiel ещё скрываются под масками, в образах фей и духов. Пьеса, поставленная в октябре 1931 года во время мюнхенского театрального фестиваля (Münchner Kammerspiele) стала первым крупным сценическим успехом Биллингера как драматурга. Режиссёром-постановщиком был Отто Фалькенбкрг, художественным оформлением занимался живописец-символист Альфред Кубин. Впоследствии Кубин иллюстрировал многие произведения Рихарда Биллингера, как одного из представителей натурализма и мистики в литературе. Суровая ночь в том же году ставилась в театре Талия в Гамбурге (режиссёр Эрих Цигель). В пьесе Rosse (1931) автор пишет о людях, которые не могут противиться подчинившим их демоническим силам.
В 1930 -е годы Биллингер, наряду с Карлом Цикмайером, становится одним из самых популярных драматических немецкоязычных авторов. В октябре 1937 года в Берлинском городском театре была поставлена его пьеса Гигант. В 1942 году по мотивам этого спектакля в Германии снимается художественный фильм о Праге Золотой город (Die goldene Stadt).
В годы правления национал-социалистов в Германии произведения Биллингера находили одобрение в германской печати своими сюжетами из крестьянской, народной жизни. В то же время его творчество, основаное на мистических представление о демонических и тайных силах, управляющих миром, были националистом чужды. Пьеса Биллингера Суровая ночь была запрещена, а его комедия Тихие гости (Stille Gäste) (1933) была жёстко раскритикована в прессе. С мелодрамой из жизни художников Габрриела Дамброн (Gabriele Dambrone) (1939) ое отходит от мистически-демонических сюжетов и обращается к сентиментальной мелодраме. В феврале 1939 эта пьеса была поставлена в берлинском Государственном театре (под названием В открытом море, в 1941 году она проходит в Вене в Бургтеатре (под своим окончательным названием). В 1943 году по её мотивам был поставлен художественной кинофильм (режиссёр Ганс Штейнхоф).
В 1941 году Биллингер пишет пьесу Мелузина, в которой следует теме, затронутой Генриком Ибсеном о любовных отношениях молодого человека сразу к двум женщинам, матери и дочери. В 1942 году, в комедии Лисий капкан (Die Fuchsfalle) он возвращается к теме о мистическом, демоническом и необычном.
Рихард Биллингер был гомосексуалистом, и при нацистах в период с января по март 1935 года находился в заключении. Избежал судебного преследования лишь благодаря тому, что в его «дело» вмешался Генрих Гиммлер. В 1938 году писатель был отмечен в Ознакомительной книге австрийских писателей (Bekenntnisbuch österreichischer Schriftsteller). В марте 1938 года он посвящает одно из своих стихотворений Адольфу Гитлеру, приуроченное к аншлюсу Австрии к Германии. Сочинения писателя пользовались успехом у национал-социалистов, которые видели в них мотивы, близкие их теории «Кровь и почва». Он был в эти годы одним из самых высокооплачиваемых авторов. В то же время опера Биллингера Ведьма из Пассау (Die Hexe von Passau) на музыку Отмара Герстера, и прошедшая в 1941 году в Магдебурге, Эссене, Бремене, Легнице и в Италии, была позднее нацистами запрещена как «чересчур депрессивная».
Рихард Биллингер пишет также романы (Жизнь из руки божьей (Leben aus Gottes Hand) (1935) и Раздаренная жизнь (Das verschenkte Leben) (1937), а также киносценарии и вступление к кинофильмам, поставленным по его произведениям (Der Gigant (1942), Gabriele Dambrone (1943) и Melusine (1943)).
Конец своей жизни, уже после окончания Второй мировой войны, писатель провёл в Линце, где выступал с чтением своих стихотворений. Страдал алкоголизмом. Ландтаг земли Верхняя Австрия назначил автору ежемесячную пенсию в 2.000 шиллингов.

## Награды (избранное)
- 1924: Литературная премия города Вена
- 1932: премия Клейста за Rauhnacht
- 1940: премия в области культуры земли Верхний Дунай (Oberdonau)
- 1942: литературная премия города Мюнхен
- 1943: премия Раймунда города Вена
- 1962: премия Грильпарцера
- 1962: присуждено звание профессора
- 1965: баварский талер поэта
- Крест «За заслуги» первой степени ФРГ
- 2005: в Австрии выпущена почтовая марка посвящённая юбилею Рихарда Биллингера.

## Сочинения (избранное)
Пьесы
- 1924: Пьеса о слуге (Das Spiel vom Knecht)
- 1928: Das Perchtenspiel
- 1931: Суровая ночь (Rauhnacht)
- 1931: Кони (Rosse)
- 1935: Ведьма из Пассау (Die Hexe von Passau)
- 1937: Гигант (Der Gigant)
- 1941: Мелузина (Melusine)
- 1942: Пьеса об Эразме Грассере (Das Spiel vom Erasmus Grasser)
- 1943: Парацельс (Paracelsus, Festspiel)
- 1955: Аугсбургское тысячелетнее представление (Das Augsburger Jahrtausendspiel)
- 1955: Крестьянская страсть (Die Bauernpassion)
- 1959: Дунайская баллада (Donauballade).

Романы
- 1931: Из пепла адского огня (Aus der Asche des Fegefeuers)
- 1934: Дом ангела-хранителя (Das Schutzengelhaus)
- 1937: Раздаренная жизнь (Das verschenkte Leben)
- 1951: Дворец молодости (Palast der Jugend) (автобиография)

Лирика
- 1923: Над полями (Über die Äcker)
- 1931: Серп в небе (Sichel am Himmel)
- 1935: Ночная стража (Die Nachtwache)
- 1942: Святое утро (Holder Morgen)

## Дополнения
- Изображения и портреты